# Альтернативная энергетика Крыма
Всего — 456,8 МВт.
- Симферопольская ТЭЦ — 105 МВт;
- Севастопольская ТЭЦ — 23 МВт;
- Сакская ТЭЦ — 16 МВт;
- Камыш-Бурунская ТЭЦ — 7 МВт;
- солнечные электростанции — 35 МВт;
- ветряные электростанции — 30 МВт;
- МГТЭС — 220 МВт;
- заводские ТЭЦ — 20,8 МВт.

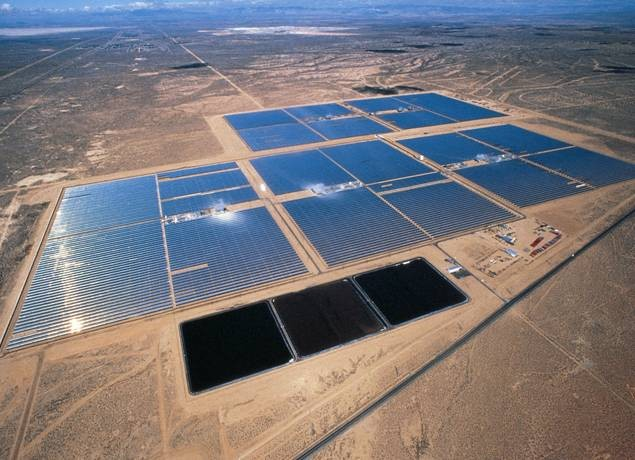
СЭС Владиславовка

Крым является уникальным регионом, в котором 5 % всех потребностей в электроэнергии покрывается за счёт солнечной энергии и ветра. Тогда как в целом по России на долю альтернативной энергетики сегодня приходится менее 1% генерации.
С технической точки зрения альтернативная энергетика может полностью обеспечить потребности полуострова, но в экономическом плане это является спорным решением и требует государственной поддержки.
Кроме того рост альтернативной энергетики требует увеличение манёвренной мощности на традиционном топливе для компенсации резкопеременной генерации ветряных и солнечных электростанций.
Во время ограниченных перетоков электроэнергии взять всю мощность от солнечных электростанций технически невозможно, так как из-за нестабильной генерации СЭС это приведёт к разрушению энергосистемы.

## История
В 1986 году в Щёлкино начала работу экспериментальная СЭС-5 башенного типа. Её мощность должна была составить 5 МВт, в то время как суммарная мощность всех остальных солнечных электростанций в мире равнялась 21 МВт. После распада СССР солнечная электростанция проработала ещё несколько лет и была закрыта из-за ненадобности и отсутствия финансирования.

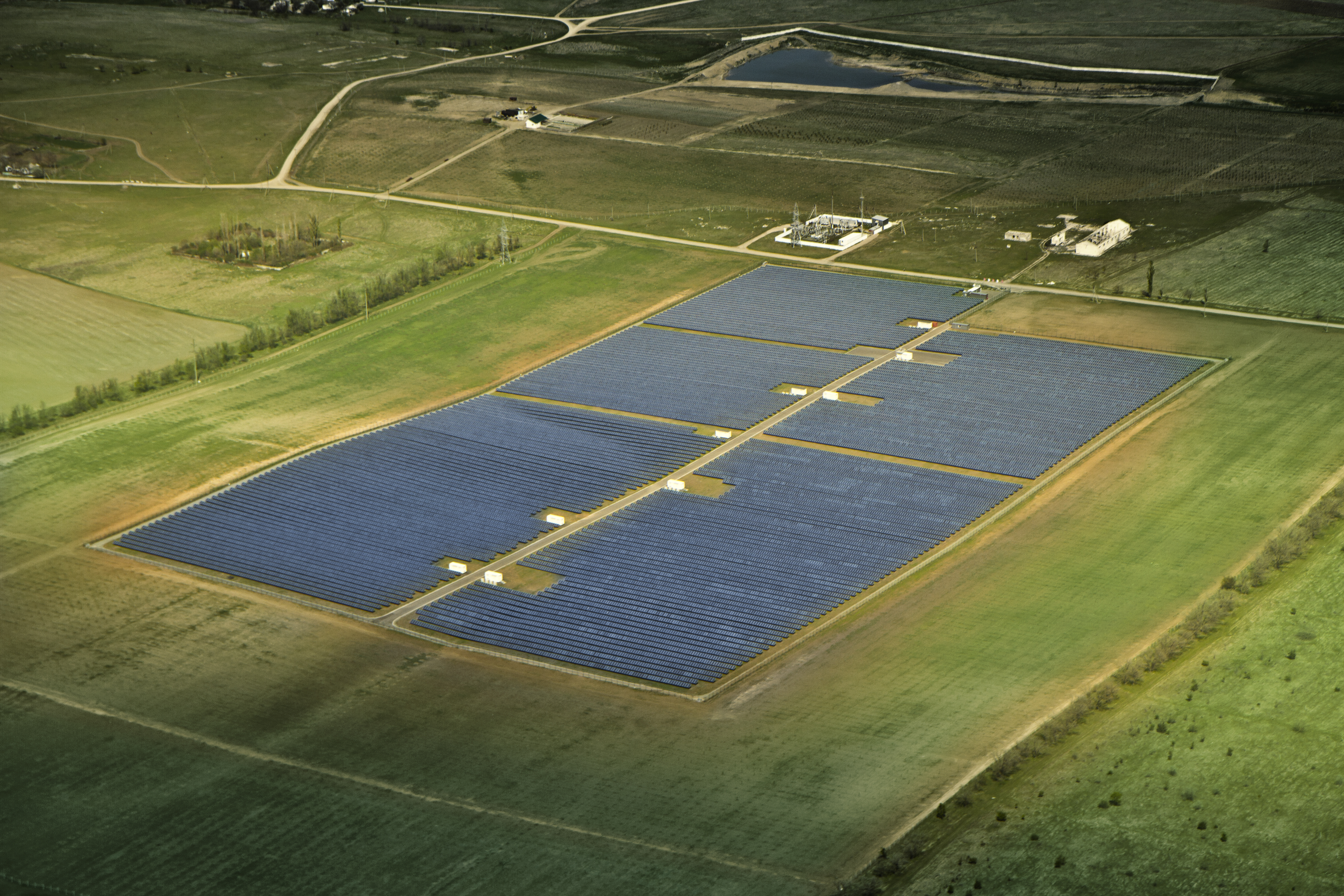
Первая фотоэлектрическая станция в Крыму

В 2010—2012 годах были построены четыре солнечных парка на фотоэлементах: «Родниковое», «Охотниково», «Перово», «Митяево», общей мощностью 227,3 МВт. В 2010—2014 годах на них было выработано 790 млн кВт⋅ч.
В 2013 году компания С.Энерджи-Севастополь планировала начать строительство «Севастопольской СЭС» мощностью 3,2 МВт, но строительство завершено не было.
До апреля 2014 года альтернативная энергетика Крыма субсидировалась за счёт «зелёного тарифа», когда электроэнергия у производителя покупалась на порядок дороже, чем за неё платил потребитель. После отказа руководства Крыма от завышенных тарифов солнечные станции были остановлены до августа — когда производители электроэнергии согласились снизить цену с 14,5 до 3,42 рублей за кВт·ч. При этом тариф для населения составлял от 0,95 до 3,26 рублей, для предприятий — от 3,3 до 4,22 рублей за кВт·ч.
В сентябре 2014 года общая фактическая мощность солнечных электростанций составляла 160—180 МВт, ветрогенераторов — до 50 МВт, при установленной мощности солнечных электростанций — 227,3 МВт, ВЭС — 87 МВт.
Ранее построенная СЭС «Николаевка» была запущена в августе 2015 года. Сроки запуска самой мощной СЭС «Владиславовка» зависят от финансирования и без использования кредитных средств сдвигаются на 2016—2017 годы.

## Солнечные электростанции
С сентября 2015 года установленная мощность пяти введённых в эксплуатацию солнечных электростанций составляет 297 МВт.
Работают все станции. 227 МВт – установленная мощность солнечной генерации, 80 МВт – ветровой. Но сейчас коэффициент использования ветровой генерации очень низкий из-за слабых ветров. Среднесуточно при хорошем ветре они генерируют 20 из 100 МВт. Солнце в пик солнечной генерации при 227 МВт мощности обеспечивает порядка 210 МВт, то есть очень высокий коэффициент. Солнечные электростанции работают очень хорошо, благодаря им мы экономим много газа.
Солнечная генерация позволила с учётом перетоков с Украины вывести из эксплуатации тепловую генерацию на 100%, чтобы привести её в порядок. Мы закончили ремонтные работы на Симферопольской ТЭЦ. Заканчиваем работы в Саках. Продолжим до сентября работы на Камыш-Бурунской электростанции. К осенне-зимнему периоду у нас все тепловые электростанции, включая Севастопольскую, будут готовы к использованию. Всё это благодаря тому, что у нас есть альтернативная генерация в летний период.
В Крыму компанией Activ Solar было построено всего шесть солнечных электростанций:
- «Владиславовка» 110 МВт (не реализована схема выдачи мощности);
- «Перово» 105,56 МВт;[10]
- «Охотниково» 82,65 МВт;[10]
- «Николаевка» 69,7 МВт;[13]
- «Митяево» 31,55 МВт;[10]
- «Родниковое» 7,5 МВт; первая фотоэлектрическая станция в Крыму[10]

Строительство СЭС «Хлебное» 115 МВт и СЭС «Островская» 45 МВт было прекращено на начальной стадии.
Кредиторами выступали Сбербанк России, Проминвестбанк, ВТБ Капитал и Ощадбанк. Тариф тепловой генерации, утверждённый Госкомитетом Крыма по ценам и тарифам и составляющий 3,42 рубля за  кВт⋅ч достаточен для покрытия операционных расходов и заработной платы. И позволяет солнечным электростанциям работать с небольшой операционной прибылью. Из-за очень большой инвестиционной составляющей установленный тариф не позволяет вернуть средства банкам-кредиторам.

## Ветровые электростанции
В Крыму действуют шесть государственных ветроэлектростанций. На них установлено 549 ветроагрегатов общей мощностью 64,22 МВт.
В 2014 году частной компанией ООО «Ветряной парк Керченский» была запущена «Останинская ВЭС» мощностью 25 МВт, что позволило увеличить выработку ветроэлектростанций сразу в два раза. На ней установлены новейшие ветроагрегаты единичной мощностью 2,5 МВт. Их высота составляет 100 метров, масса — 500 тонн. Длина лопасти составляет 53 метра, масса — 13 тонн.
Ветровые электростанции:
- Останинская ВЭС (Водэнергоремналадка) 25,0 МВт (10x2,5 МВт Фурлендер[нем.][14]);
- Сакская ВЭС 19 МВт — представлена двумя участками: Мирновским и Воробьёвским;
- Тарханкутская ВЭС 15,9 МВт;
- Донузлавская ВЭС 10,9 МВт;
- Судакская ВЭС 6,3 МВт;
- Пресноводненская ВЭС 6 МВт;
- Восточно-Крымская ВЭС 2,8 МВт (15x107,5 кВт, 2x600 кВт[15]) законсервирована[источник не указан 3851 день]